# هاماکیتا-کو
منطقه هاماکیتا (به لاتین: Hamakita Ward) یک منطقهٔ مسکونی در ژاپن است که در هاماماتسو واقع شده‌است. منطقه هاماکیتا ۶۶٫۵۱ کیلومترمربع مساحت و ۹۰٬۸۱۷ نفر جمعیت دارد.